# Districte de Mandimba
El districte de Mandimba és un districte de Moçambic, situat a la província de Niassa. Té una superfície de 4.385 kilòmetres quadrats. En 2007 comptava amb una població de 133.648 habitants. Limita al nord amb el districte de N'gauma, a l'est amb els districtes de Majune, Maúa i Metarica, al sud amb els districtes de Cuamba i Mecanhelas, i a l'oest amb la frontera de 110 km amb la República de Malawi.

## Divisió administrativa
El districte està dividit en dos postos administrativos (Mandimba e Mitande), compostos per les següents localitats:
- Posto Administrativo de Mandimba:
  - Mandimba e
  - Meluluca
- Posto Administrativo de Mitande:
  - Mitande